# Mystery Sea Raider
Pour plus de détails, voir Fiche technique et Distribution.
Mystery Sea Raider est un film d'espionnage américain réalisé par Edward Dmytryk, sorti en 1940.

## Synopsis
Une femme et un capitaine américain déjouent le plan d'un espion allemand qui veut utiliser leur cargo pour couler un navire britannique.

## Fiche technique
- Titre : Mystery Sea Raider
- Réalisation : Edward Dmytryk
- Scénario : Robert Grant et Edward E. Paramore Jr.
- Direction artistique : Hans Dreier et Robert Odell
- Photographie : Harry Fischbeck et Dewey Wrigley
- Montage : Archie Marshek
- Société de production : Paramount Pictures
- Pays d'origine :  États-Unis
- Format : Noir et blanc - 1,37:1 - Mono
- Genre : drame
- Date de sortie : 1940

## Distribution
- Carole Landis : June McCarthy
- Henry Wilcoxon : Capitaine Jimmy Madden
- Onslow Stevens : Carl Cutler
- Kathleen Howard : Maggie Clancy
- Wally Rairden : Blake
- Sven Hugo Borg : Sven
- Henry Victor : Bulow
- Roland Varno : Schmidt
- Monte Blue : Capitaine Norberg
- Matthew Boulton : Capitaine Howard
- Jean Del Val : Capitaine Benoit
- Reed Howes : Hughes